# Saurophaganax
"Saurophaganax" é um gênero duvidoso de dinossauro carnívoro alossaurídeo, cujos vestígios fósseis foram atribuídos à espécie Allosaurus anax, descrita em 2024. Anteriormente, "Saurophaganax" era considerado por alguns uma variante de Alossauro (A. maximus), porém agora (2024) ambas possibilidades foram descartadas em favor da validação da nova espécie, Allosaurus anax.
"Saurophaganax" seria um membro da família Allosauridae e teria vivido no período Jurássico (de 205 a 145 milhões de anos) na América do Norte.
Seu tamanho foi estimado em 10,5 metros de comprimento, e 3 toneladas de peso, mas seu tamanho atualmente é estimado em 13 metros, pesando 3 toneladas, um peso considerado bem leve para seu tamanho, sendo mais rápido e ágil que outros dinossauros predadores do seu tamanho.
Em seu ambiente havia vários predadores, sendo ele um dos maiores de sua época, e abateria as maiores presas, como o Apatosaurus, Diplodocus e Stegosaurus. Muito pouco se sabe sobre ele e o seu comportamento, pois era um dos carnívoros mais raros da região, podendo representar apenas 1 por cento ou menos da fauna do Jurássico Superior na América do Norte.

Tamanho comparado do saurophaganax (ou a.anax) a um ser humano

tamanho do saurophaganax (ou a.anax) comparado com outros terópodes

Considera-se também que os vestígios fósseis anteriormente atribuídos a "Saurophaganax" possam pertencer a um saurópode. "Saurophaganax" era uma espécie descrita a partir de fósseis de diferentes espécimes, sendo alguns dos fósseis atribuídos a Allosaurus anax e outros (como o holótipo) ao saurópode mencionado.

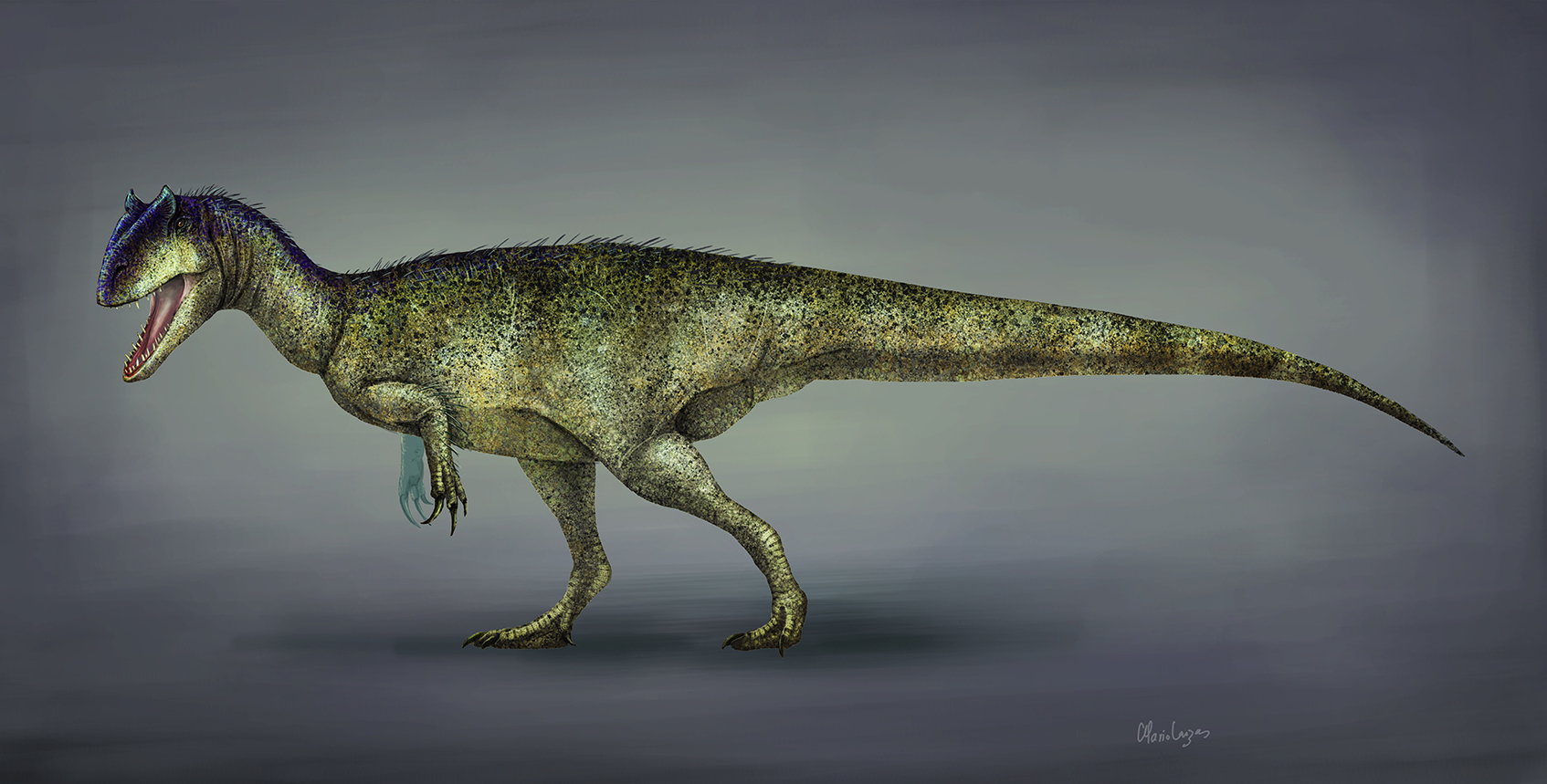
Reconstrução de "Saurophaganax" (ou A. anax)